# Wasserkraftwerk Tala
Das Kraftwerk Tala ist ein Laufwasserkraftwerk im Distrikt Chukha in Bhutan, das den Wang Chhu (Oberlauf des Raidak), einen rechten (westlichen) Nebenfluss des Brahmaputra aufstaut. Es umfasst eine Staumauer (englisch Wangkha dam) sowie ein unterirdischen Maschinenhaus, das ungefähr 30 km flussabwärts der Staumauer bei Tabji liegt. Etwa 3 km oberstrom der Staumauer befindet sich das Maschinenhaus des Wasserkraftwerks Chukha.
Die Vereinbarung zur Errichtung des Kraftwerks wurde am 5. März 1996 zwischen Bhutan und Indien unterzeichnet. Zur Durchführung des Projekts wurde die Tala Hydroelectric Project Authority (THPA) gegründet. Mit der Errichtung der nötigen Infrastruktur wurde im Oktober 1997 begonnen. Die erste Einheit des Kraftwerks wurde am 31. Juli 2006 in Betrieb genommen. Das Kraftwerk ist im Besitz der Druk Green Power Corporation (DGPC) und wird auch von DGPC betrieben.
Das Kraftwerk wurde am 1. Januar 2023 zur Inspektion und für Sanierungsarbeiten abgeschaltet und nahm am 17. März die Stromerzeugung wieder auf.

## Absperrbauwerk
Das Absperrbauwerk (⊙) ist eine Gewichtsstaumauer aus Beton mit einer Höhe von 92 m. Die Länge der Mauerkrone beträgt 130 m. Ein Tunnel (Länge 356 m, Durchmesser 6,8 m) führt zunächst zu drei Absetzbecken. Von dort leitet ein 22 km langer Tunnel das Wasser zum Wasserschloss und ein Druckstollen schließlich zum Maschinenhaus.

## Stausee
Bei einem maximalen Stauziel von 1362 m erstreckt sich der Stausee über eine Fläche von rund 0,75 km² und fasst 9,8 Mio. m³ Wasser. Das minimale Stauziel liegt bei 1352 m.

## Kraftwerk
- Karte mit allen Koordinaten:
- OSM |
- WikiMap

Das Kraftwerk Tala verfügt über sechs Einheiten mit einer installierten Gesamtleistung von 1.020 MW. Die durchschnittliche Jahreserzeugung liegt bei 4,865 Mrd. kWh. Die erste Maschine wurde am 31. Juli 2006 in Betrieb genommen, die letzte am 30. März 2007.
Die 6 Pelton-Turbinen mit vertikaler Welle und die zugehörigen Generatoren (⊙) wurden von BHEL geliefert. Die Turbinen des Kraftwerks leisten jeweils maximal 170 MW. Die Nenndrehzahl der Turbinen liegt bei 375/min. Von der Schaltanlage führen zwei (bzw. drei) 440-kV-Doppelleitungen mit einer Länge von 140 km zur indischen Grenze.
Die Fallhöhe beträgt 860 m. Der maximale Durchfluss liegt bei 141 m³/s für alle Turbinen zusammen.

## Sonstiges
Die Gesamtkosten des Projekts lagen bei 41,258 Mrd. BTN (ca. 800 Mio. USD). Der Bau wurde durch Indien finanziert, das dafür den erzeugten Strom erhält. Bhutan beabsichtigt, bis 2020 ca. 10.000 MW an Wasserkraftwerksleistung zu errichten, deren Stromproduktion exportiert werden sollen.